# Кунигунда Польская
Кунигунда Польская или Кунигунда Локетековна (англ. Kunigunde of Poland, пол. Kunegunda Łokietkówna; ок. 1295 — 9 апреля 1331) — польская принцесса из Мазовецко-Куявской линии династии Пястов, в  первом браке первая жена князя Яворского, Львувецкого и Свидницкого Бернарда Свидницкого (1288/1291 — 6 мая 1326), во втором браке жена герцога Рудольф I Саксен-Виттенбергского (1285 — 12 марта 1356).

## Биография
Кунигунда была дочерью короля Польши Владислава I Локетека и Ядвиги Калишской, дочери князя Великопольского Болеслава Набожного. Ее отец был главным соперником чешского короля Вацлава II в бытность его князем-принцепсом и королем Польши в 1296-1305 годах. В этот период ее жизнь находилась в опасности, вместе с матерью, братьями и родившейся в 1305 году сестрой они скрывались от преследования сторонников Вацлава II. В 1305 году Вацлав II умер, и ему наследовал его сын, Вацлав III. Вацлав III правил в течение года, прежде чем был убит при загадочных обстоятельствах. Детей у него не было, и Владислав Локетек сумел занять краковский трон.
В 1318 году на съезде в Сулеюве высшее польское дворянство составила прошение папе Иоанну XXII о согласии на коронацию Владислава Локетека. В следующем году папа дал такое согласие, и 20 января 1320 года в Вавельском соборе Кракова родители Кунигунды были коронованы как король и королева Польши.
Кунигунда умерла в Виттенберге 9 апреля 1331 года и была похоронена в местном францисканском монастыре.

## Семья и дети
В 1310 году Кунигунда вышла замуж за князя Бернарда Свидницкого (1288/1291 — 6 мая 1326). У них было пятеро детей:
- Болеслав (ок. 1312 — 28 июля 1368)
- Констанция (ок. 1313 — 21 ноября 1363), вышла замуж за глоговского князя Пшемысла
- Елизавета (ок. 1315 — 8/9 февраля 1348), вышла замуж за опольского князя Болеслава II
- Генрих (ок. 1316 — 28 июня 1345)
- Беата (1320 — после 9 апреля 1331).

Бернард Свидницкий умер в 1326 году, и опеку над детьми взяли его братья Болеслав II Зембицкий и Генрих I Яворский. Спустя два года, в 1328 году, Кунигунда вторично вышла замуж за герцога Рудольфа I Саксен-Виттенбергского (1285 — 12 марта 1356), будущего первого курфюрста Саксонии. У них был один сын:
- Мешко (ок.1330 - 1350).

## Кино
Кунигунда является персонажем первого сезона польского исторического телесериала «pl:Korona królów» («Корона королей»). Ее роль играет Анна Грицевич (pl:Anna Grycewicz).